# Молдавін
Молдавін (пол. Mołdawin, нім. Maldewin) — село в Польщі, у гміні Радово-Мале Лобезького повіту Західнопоморського воєводства.
Населення — 242 особи (2011).
У 1975-1998 роках село належало до Щецинського воєводства.

## Демографія
Демографічна структура станом на 31 березня 2011 року:
|          | Загалом | Допрацездатний вік | Працездатний вік | Постпрацездатний вік |
| -------- | ------- | ------------------ | ---------------- | -------------------- |
| Чоловіки | 120     | 36                 | 76               | 8                    |
| Жінки    | 122     | 27                 | 75               | 20                   |
| Разом    | 242     | 63                 | 151              | 28                   |